# لیوتوونیتسا
لیوتوونیتسا (به صربی: Ljutovnica) یک روستا در صربستان است که در Moravica District واقع شده‌است.
 لیوتوونیتسا  ۱۹۰ نفر جمعیت دارد و ۴۶۵ متر بالاتر از سطح دریا واقع شده‌است.